# Cerkiew Narodzenia Matki Bożej w Królewcu
Cerkiew pod wezwaniem Narodzenia Matki Bożej – prawosławna cerkiew parafialna w Królewcu, w dekanacie Opieki Matki Bożej eparchii kaliningradzkiej Rosyjskiego Kościoła Prawosławnego.

## Położenie
Cerkiew znajduje się przy ulicy Kijowskiej.

## Historia
Dawny kościół luterański, wzniesiony w 1896 r. w Ponarth, ówczesnym przedmieściu Królewca. Po II wojnie światowej zamknięty. W połowie lat 70. XX w. w budynku kościelnym otwarto salę sportową „Sztorm”.
W 1992 r. obiekt przekazano prawosławnym, po czym zaadaptowano na cerkiew (pod wezwaniem Narodzenia Matki Bożej). W 1993 r. na dzwonnicy zawieszono 12 dzwonów o łącznej masie 1500 kg. W latach 1996–1997 dokonano generalnego remontu świątyni (m.in. wymieniono podłogi) oraz uporządkowano przylegający teren. 28 września 1997 r. cerkiew została konsekrowana przez metropolitę smoleńskiego i kaliningradzkiego Cyryla.
W 2007 r. przy cerkwi otwarto szkołę niedzielną.